# Trichopoda pictipennis

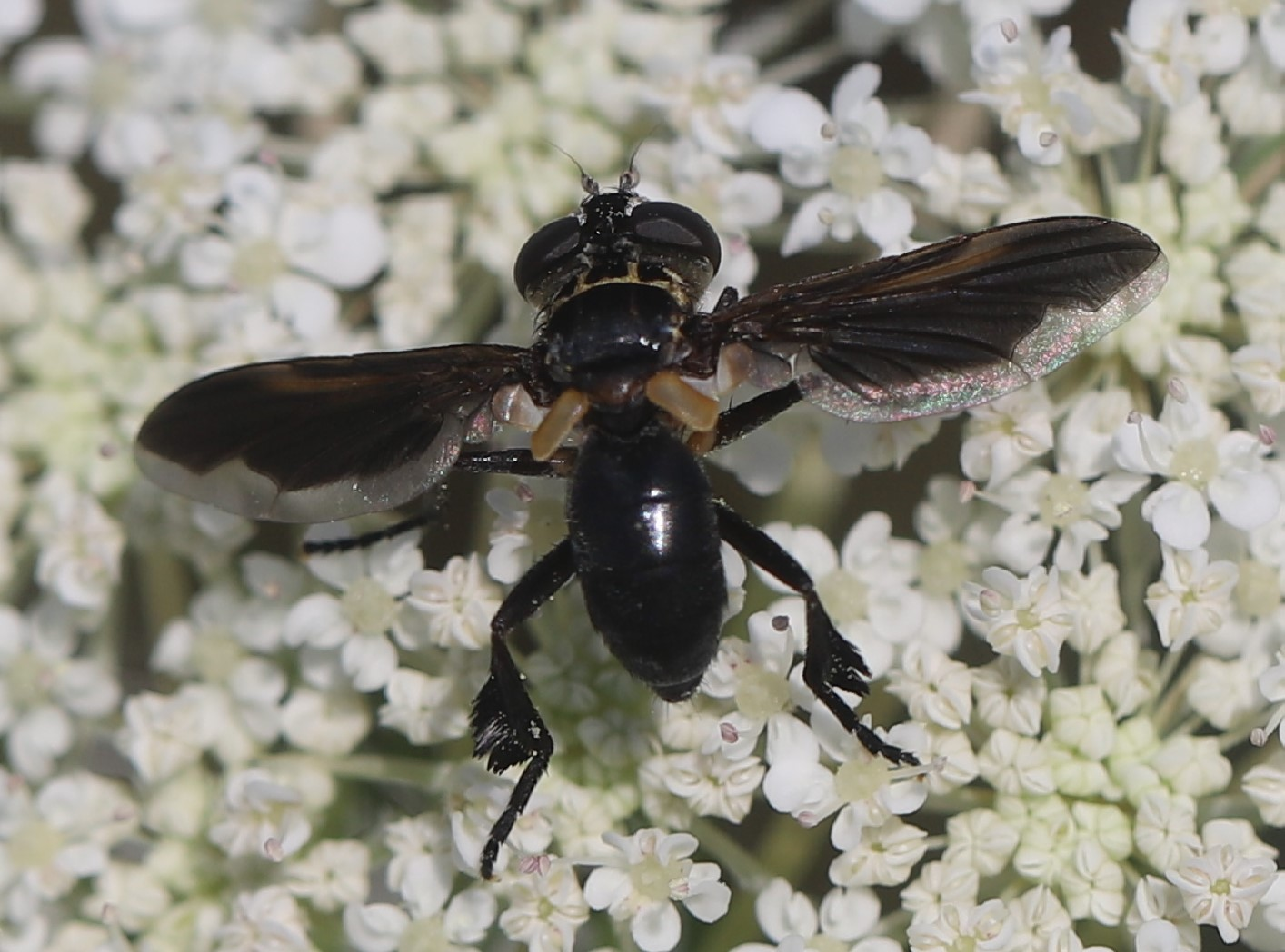
Weibchen

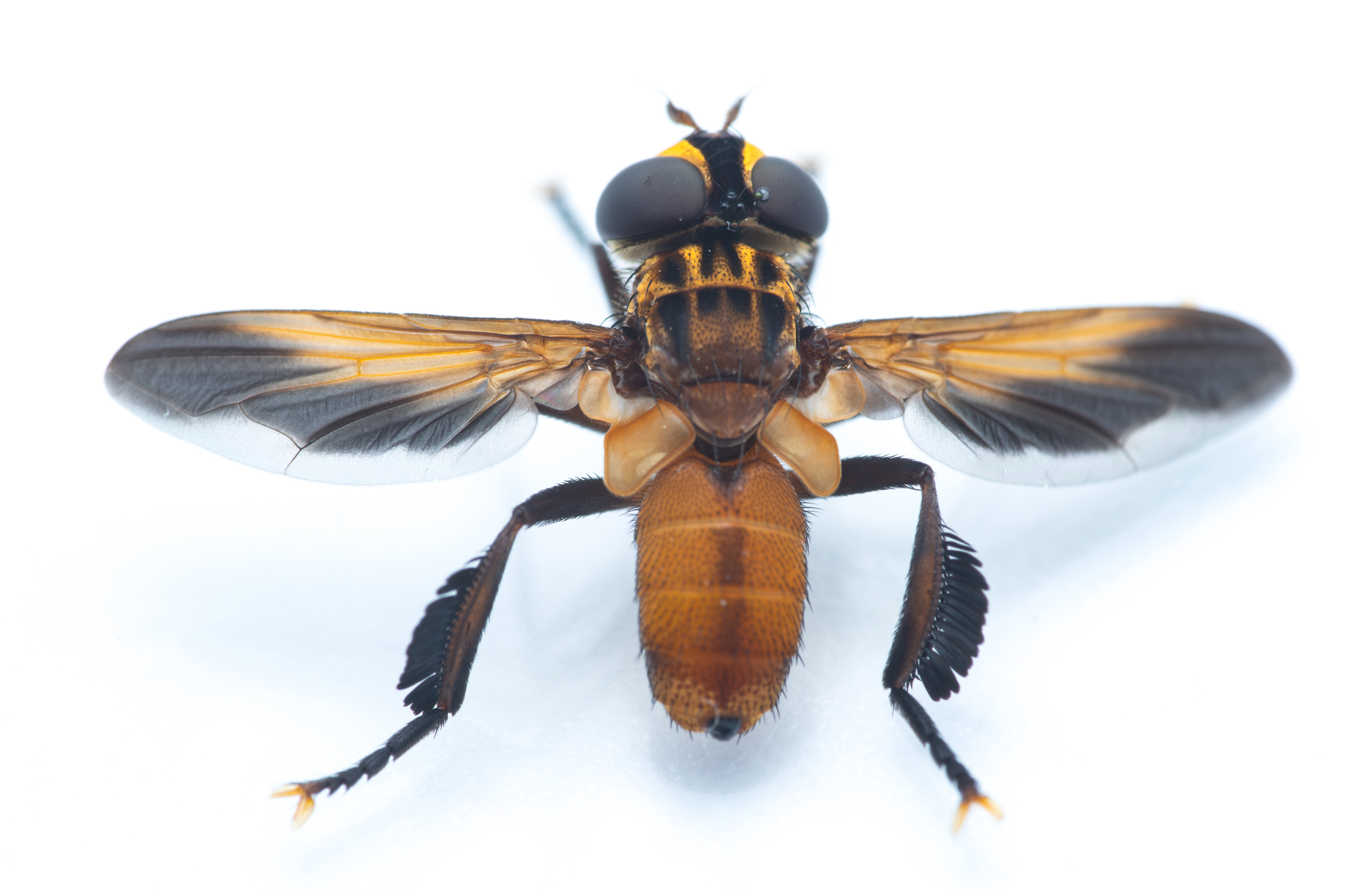
Männchen

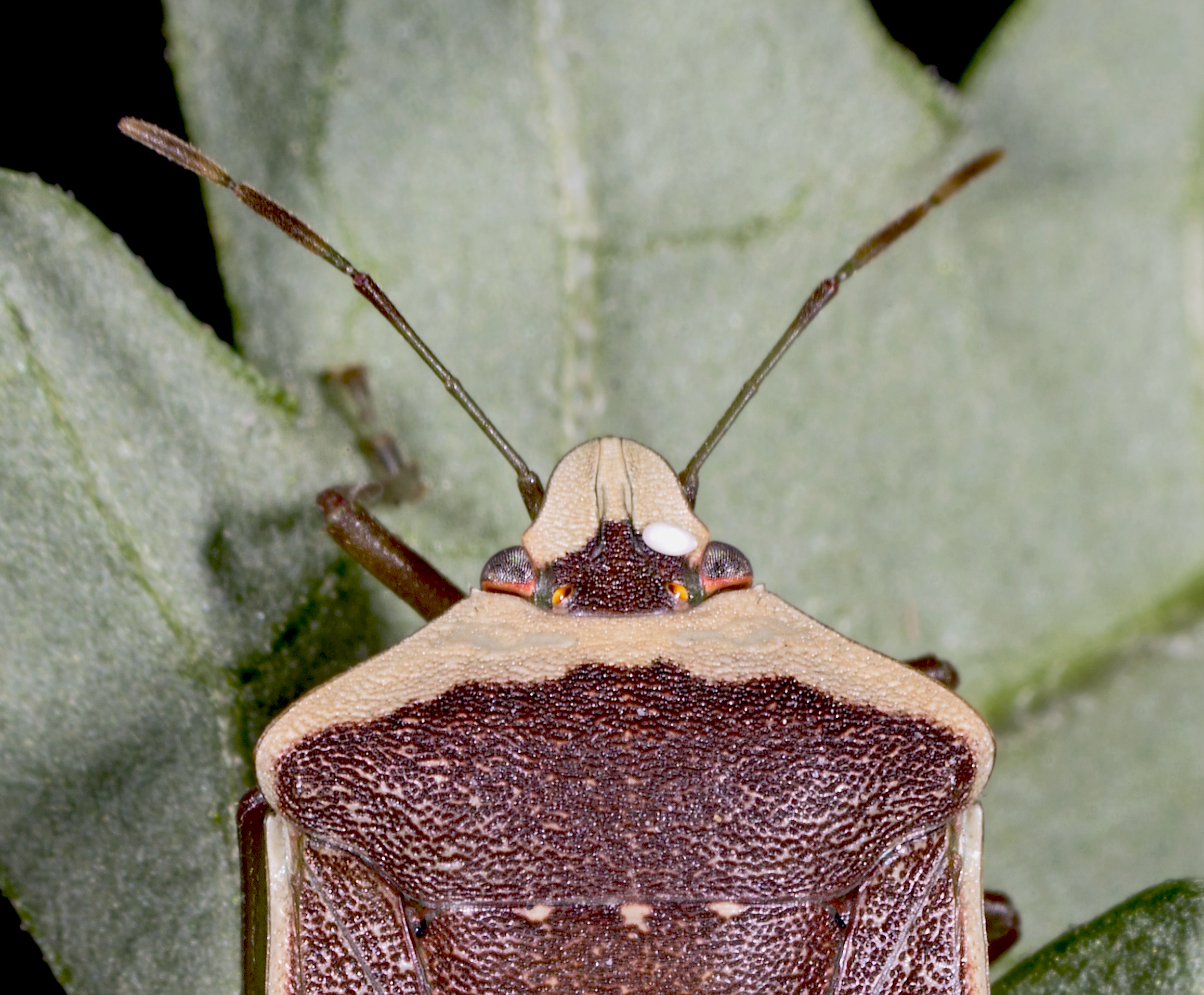
Ei von Trichopoda pictipennis auf Nezara viridula

Trichopoda pictipennis ist eine Raupenfliege, die sich im Südwesten Deutschlands als invasive Art etabliert hat. Die Art wurde von dem französischen Entomologen Jacques Marie Frangile Bigot im Jahr 1876 beschrieben. Das lateinische Art-Epitheton pictipennis bedeutet „farbig gefiedert“.

## Merkmale
Die Fliegen sind zwischen 5,5 und 9,5 mm lang. Sie besitzen einen relativ breiten Kopf. Die Art weist einen deutlichen Geschlechtsdimorphismus auf. Für die Männchen gilt: Entlang dem Vorderrand der Flügel verläuft von der Flügelbasis bis unweit der Flügelspitze ein großer orangefarbener Bereich. Ein schwarzer Bereich, der bis zur Flügelspitze reicht, trennt diesen orangen Flügelbereich vom hyalinen Hinterrand. Das gelbe Pronotum weist drei schwarze Längsflecke auf. Das braune Mesonotum weist breite schwarze Längsflecke auf. Das Scutellum ist braun. Der Hinterleib ist orange gefärbt mit einem undeutlichen unterbrochenen mittigen Längsstreifen. Für die Weibchen gilt: Die Flügel sind überwiegend schwarz gefärbt. Ein schmaler orangefarbener Längsstreifen befindet sich unweit vom Vorderrand. Der Hinterrand ist hyalin. Das Pronotum weist drei breite schwarze Längsflecke auf, die von einem schmalen gelblichen Rand voneinander und vom Hinterrand begrenzt sind. Das Mesonotum ist schwarz. Das Scutellum ist dunkelbraun. Der Hinterleib der Weibchen ist schwarz. Für beide Geschlechter gilt: Die Facettenaugen sind durch einen breiten schwarzen Längsstrich getrennt. Das Gesicht weist zwei weiße oder gelbliche Augeninnenränder auf, die bis zum Scheitel reichen und sich nach unten verbreitern. Der Bereich unterhalb der Fühlereinlenkungen ist ebenfalls weiß. Die Halteren sind hellbraun. Die Beine sind schwarz. Die hinteren Tibien weisen einen breiten Kamm schwarzer Haare auf, das charakteristische Merkmal der Gattung Trichopoda.

## Verbreitung
Trichopoda pictipennis stammt aus der Neotropis (Südamerika). Die Art wurde um das Jahr 1980 in Europa eingeschleppt. Das Verbreitungsgebiet in der westlichen Paläarktis erstreckt sich über den Mittelmeerraum einschließlich Nordafrika und reicht im Norden bis in den Norden Frankreichs sowie in den Südwesten Deutschlands. Die Art wurde in der Zwischenzeit zur biologischen Schädlingsbekämpfung in Australien und in Neuseeland eingeführt. Lange Zeit wurde die Art in Europa fälschlicherweise als Trichopoda pennipes geführt, eine aus der Nearktis stammende Art. Eine Studie aus dem Jahr 2021 von Dios, Ziegler und Zeegers korrigierte diese Fehlinterpretation. Die beiden verwandten Fliegenarten unterscheiden sich grundsätzlich in ihrer Flügelfärbung, wenngleich größere Farbvariationen innerhalb beider Arten möglich sind.

## Lebensweise
Die Fliegen beobachtet man hauptsächlich von Juni bis September, häufig als Blütenbesucher an Wilder Möhre oder Einjährigen Berufkraut. Es gibt bis zu drei Generationen im Jahr. Die Weibchen legen ihre Eier an Baumwanzen ab. Bekannte Wirtsarten sind Nezara viridula, eine weitere in Europa invasive Art, die heimische Streifenwanze und Thyanta perditor. Unter Laborbedingungen parasitiert Trichopoda pictipennis auch Glaucias amyoti, Plautia affinis und Alciphron glaucus. Es wird gewöhnlich ein Ei, manchmal auch mehrere Eier, auf dem Halsschild des Wirtstiers abgelegt. Die geschlüpften Fliegenlarven bohren sich in den Wirtskörper und fressen diesen von Innen her auf. Es überlebt jedoch nur eine einzige Fliegenlarve pro Wirt. Nach etwa zwei Wochen Entwicklungszeit verlässt die Larve im dritten Stadium ihren Wirt und verpuppt sich im Boden in einem dunkelrotbraunen Kokon. Nach weiteren zwei Wochen erscheint üblicherweise die Imago. Die Überwinterung findet im zweiten Larvenstadium in einer überwinternden Wanze statt.